# Wskaźnik bibliometryczny
Wskaźnik bibliometryczny — termin stosowany w bibliometrii i analizie piśmiennictwa naukowego obejmujący zbiór metod matematycznych i statystycznych używanych do analizy publikacji naukowych.  Bazują one najczęściej, lecz nie wyłącznie, na liczbie cytowań przy czym liczba cytowań może odnosić się do pojedynczej publikacji, całego dorobku autora czy też dorobku publikacyjnego jednostki naukowej, np. wydziału uczelni, kliniki czy zakładu.
Wśród wskaźników bibliometrycznych wyróżnia się kilka grup:
- Wskaźniki produktywności — wgląd w działalność  mierzoną za pomocą liczby publikacji/dokumentów;
- Wskaźniki wpływu — wgląd w uwagę poświęconą dokumentowi lub zestawowi dokumentów podmiotu, zwykle mierzoną za pomocą liczby cytowań, w tym cytowań w innych wynikach badań, polityce, badaniach klinicznych, syntezach wiedzy lub patentach;
- Wskaźniki współpracy — wgląd w stopień nakładania się dwóch podmiotów i charakter tego nakładania się, zwykle mierzony za pomocą danych dotyczących współautorstwa i afiliacji;
- Wskaźniki interdyscyplinarności — wgląd w nakładanie się obszarów badawczych poprzez przyjrzenie się wynikom badań skutkującym współpracą między autorami z różnych dyscyplin lub wynikom badań cytującym lub obejmującym więcej niż jedną dyscyplinę;
- Wskaźniki alternatywne — zbiór wskaźników, które trudno przypisać do grupy w sposób jednoznaczny; alternatywne wskaźniki obejmują następujące wskaźniki:
  - uwaga w mediach społecznościowych, mierzona za pomocą tweetów, polubień, linków do postów na blogu i tak dalej,
  - wyświetlenia i użytkowanie, mierzone za pomocą kliknięć, pobrań i zapisów bazy danych/menedżera referencji,
  - uwaga mediów, mierzona poprzez relacje w mediach informacyjnych,
  - rekomendacje, oceniane w drodze recenzji po publikacji.

## Wybrane wskaźniki
Istnieje kilka popularnych wskaźników, które pomagają ocenić wpływ i cytowalność publikacji. Najczęściej wymieniane są:
- Impact Factor (IF) — mierzy średnią liczbę cytowań artykułów opublikowanych w danym czasopiśmie w ciągu określonego okresu; Został zdefiniowany w 1960 r. jako narzędzie analizy czasopism naukowych[6];
- Wskaźnik Hirscha (h-index) — wyraża liczbę odnoszącą się do ilości znacząco cytowanych prac w dorobku naukowym autora lub instytucji. Zdefiniowany został w 2005[6];
- CiteScore(inne języki) — wskaźnik, który stanowi miarę cytowalności czasopisma; Stosowany od 2016 r., jako jeden ze wskaźników opisujących czasopisma zindeksowane w bazie Scopus;
- SCImago Journal Rank (SJR): uwzględnia dziedzinę nauki — pomaga ocenić znaczenie czasopisma w kontekście innych czasopism w tej samej dziedzinie[7];
- Source Normalized Impact Paper (SNIP) — wskaźnik określający cytowalność danego czasopisma w odniesieniu do dyscypliny — określa wpływ cytowań publikacji z danego czasopisma w odniesieniu do liczby cytowań w obrębie danej kategorii naukowej; Został stworzony w 2010[7];
- Index Copernicus Journals Master List (JML) — wskaźnik oceny jakości czasopism na podstawie walidacji około 30 parametrów zgrupowanych w pięciu kategoriach: Źródłem wskaźników ICV jest Index Copernicus International Journals Master Lists[9].